# Walzerkönig (Pferd)
Walzerkönig; (* 25. März 1979; † 2000) war ein bekanntes deutsches Springpferd.
Der große Fuchswallach, der sich optisch durch eine markante, breite Blesse auszeichnete, verfügte über ein enormes Springvermögen. Seine Galoppsprünge wirkten gemächlich, dennoch führte deren Raumgriff dazu, dass Walzerkönig mit seinem Reiter Franke Sloothaak viele Siege auch in Stechen erringen konnte.

## Vorfahren
Walzerkönig stammt von Watzmann a. d. Ahnenkrone von Absatz. Sein Vater, ein Celler Landbeschäler, wurde 1970 in Verden gekört und wurde 1971 in seiner Hengstleistungsprüfung Fünfter. Er hinterließ 19 gekörte Söhne und 24 Staatsprämienstuten und war der Vater von zahlreichen guten Springpferden, allen voran Walzerkönig. Watzmann-Nachkommen waren nicht immer leichtrittig und unkompliziert. Am besten vererbte er sich bei Stuten, die viel Blut führten; eine besondere Passerpaarung hat sich mit Töchtern des Vollblüters Perser xx herausgestellt.
Sein Muttervater, der Fuchshengst Absatz vom Trakehner Abglanz, hat in 18-jähriger Wirkungszeit im hannoverschen Zuchtgebiet Geschichte geschrieben: 40 gekörte Söhne, über 400 Hauptstutbuchstuten, 605 FN registrierte Turnierpferde und 142 Verdener Auktionspferde. Er war der Stempelhengst der hannoveranischen Zucht der Nachkriegszeit. Hengste wie Argentan I, Arsenik, Akzent I und II, Admiral I und II, Aktuell sowie Aderlaß brachten einen echten 'Absatz-Boom' in Gang, zu dessen Nachkommen auch der populäre Vererber Argentinus (Sohn des Argentan I) zählte.

## Leben
Walzerkönig wirkte am Anfang ungelenk und staksig, außerdem galt er als viel zu bunt. Erst später, auf den Turnierplätzen, konnte er sein Vermögen beweisen und wurde eines der erfolgreichsten Springpferde seiner Zeit. Unter dem Sattel von Franke Sloothaak sowie Rene Tebbel gewann er in Europa nahezu alle Grand-Prix-Springen: Deutscher Meister 1989 Berlin und 1991 Münster, Großer Preis von Aachen 1990, London 1991, 2× Sieger Zürich Classics 1988 u. 1991 etc. Seine Gewinnsumme betrug 1,3 Millionen DM.
Sein größter Erfolg war jedoch 1988 der Gewinn der Goldmedaille mit der deutschen Mannschaft unter Franke Sloothaak bei den Olympischen Spielen in Seoul.
Im Stall Sloothaaks erwarb er sich den Spitznamen Hermann und wurde ausschließlich so gerufen. Sein Gnadenbrot erhielt er auf Schockemöhles Hof in Mühlen, wo er unter anderem mit der Springlegende Deister die Weide teilte.